# Lippo Memmi
Lippo Memmi (Siena, dècada del 1280 - Siena, 1356) va ser un pintor italià. És un típic exponent de l'escola senesa de la primera meitat del segle xiv i el seguidor més destacat i representatiu de Simone Martini, de qui va ser cunyat.
En el context sienès de la primera meitat del segle xiv, Lippo Memmi és un dels artistes més significatius. El seu art, molt en el gust de l'època, va ser molt apreciat pels ambients aristocràtics sienesos.
Tot i que la crítica actual tendeix a apreciar en grau superior aquells artistes sienesos que van reeixir a destacar-se del gust general (com per exemple Ambrogio Lorenzetti), i que en la primera meitat del segle xiv no hi ha a Siena cap pintor capaç de trobar una expressió al nivell de Martini, avui dia Lippo Memmi és considerat com un dels màxims exponents de la pintura senesa del segle xiv i, per tant, és justament recordant i estimat.

## Formació

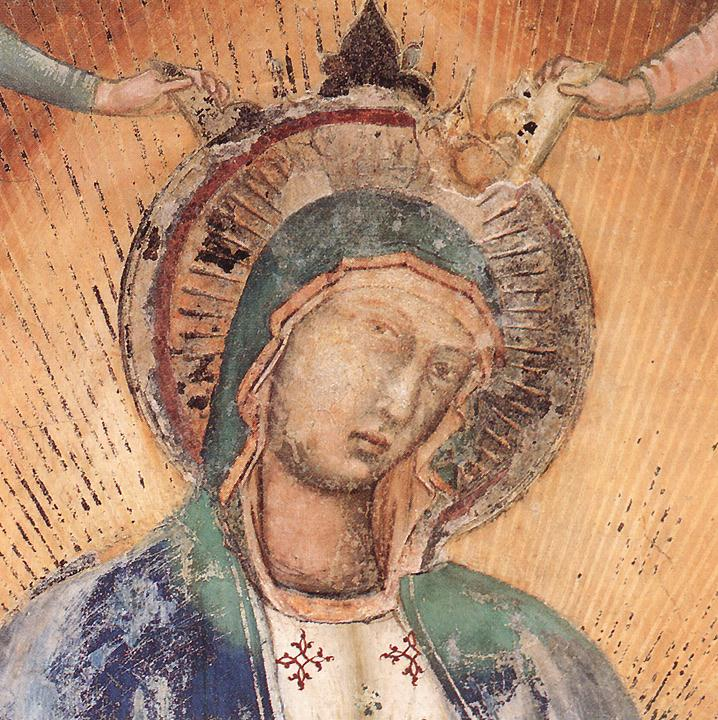
Simone Martini, La Madonna in gloria

Es va formar al taller de son pare, Memmo di Filippuccio, pintor d'origen sienès, a San Gimignano.
Ben aviat degué acostar-se a Simone Martini, probablement participant com a aprenent en la realització al fresc de la Maestà del Palazzo Pubblico de Siena, que Simone va pintar l'any 1315 (i que més tard va restaurar, l'any 1321).
Realment, Simone va ser per a Memmi un gran model a seguir, fins i tot per les obres que d'ell va poder contemplar a San Gimignano: una Madonna, de la qual només resta el cap, a l'església de San Lorenzo al Ponte.
Datables en aquest període juvenil són alguns fragments de fresc que han sobreviscut a la remodelació barroca de l'església de Sant Agustí a San Gimignano: una Mare de Déu de la Llet i algunes figures de sants.

## LaMaestàde San Gimignano

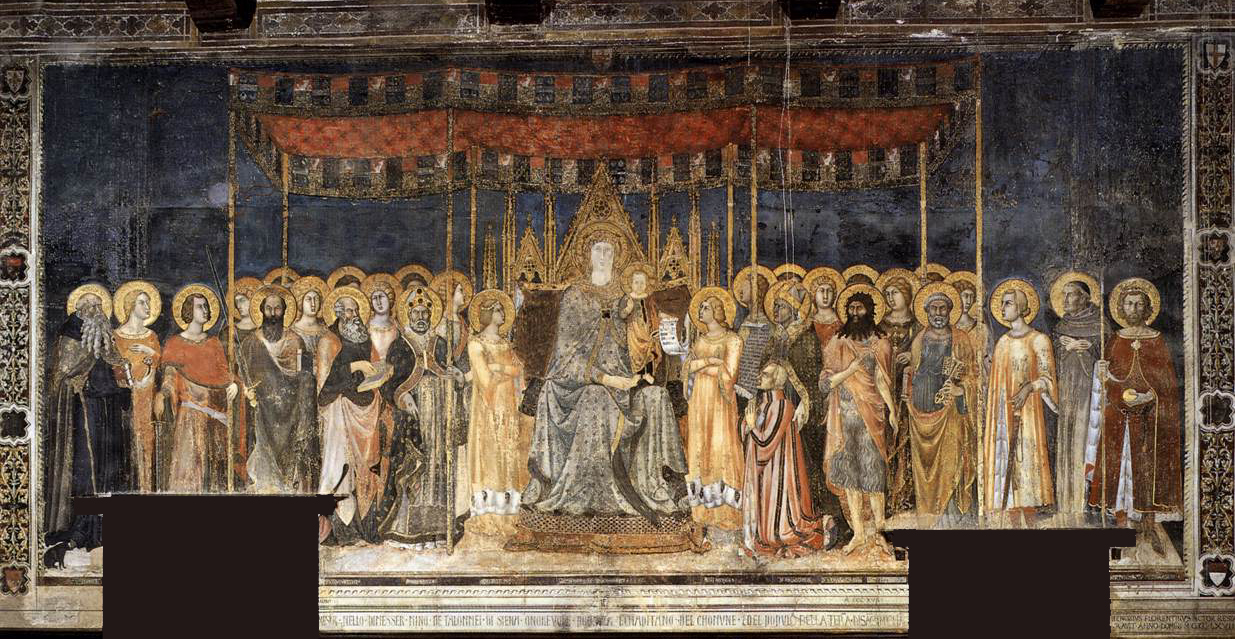
La Maestà de San Gimignano

La primera obra datada i firmada de l'artista és de 1317: es tracta de la Maestà de San Gimignano, un gran fresc (435 x 875 cm) realitzat a la Sala del Consell del Palazzo Pubblico de la ciutat.
El fet que els arxius indiquen que l'obra va ser pagada a Lippo i a son pare, Memmo di Filippuccio, fa pensar que el pintor no fóra encara adult i, per tant, li calguera tutela jurídica.
El contractant va ser el sienès Nelo di Mino Tolomei, Podestà i Capità del Poble de San Gimignano entre 1317 i 1318, el qual es va fer retratar en primer pla, agenollat als peus de la Mare de Déu.
Aquesta obra deu molt a la Maestà que Simone Martini havia pintat al fresc al Palazzo Pubblico de Siena, ja siga per la composició general (la Mare de Déu entronitzada al centre amb dues espesses files d'àngels i sants als dos costats) com pel gran baldaquí subjectat amb pals. També de Simone va emprar la idea innovadora de decorar les aurèoles dels sants amb estampacions fetes amb un segell.
Quatre de les figures, les últimes a la dreta i de l'esquerra van ser realitzades per Bartolo di Fredi l'any 1367, any en què es trobava pintant, també a la col·legiata, les Històries de l'Antic Testament.
Encara va ser realitzada una darrera intervenció de restauració a càrrec de Benozzo Gozzoli, col·locant els peus dels sants per damunt de les dues portes i retocant el blau del cel.

## Altres obres

Anunciació, cm. 305 x 265, Florència, Galleria degli Uffizi, 1333

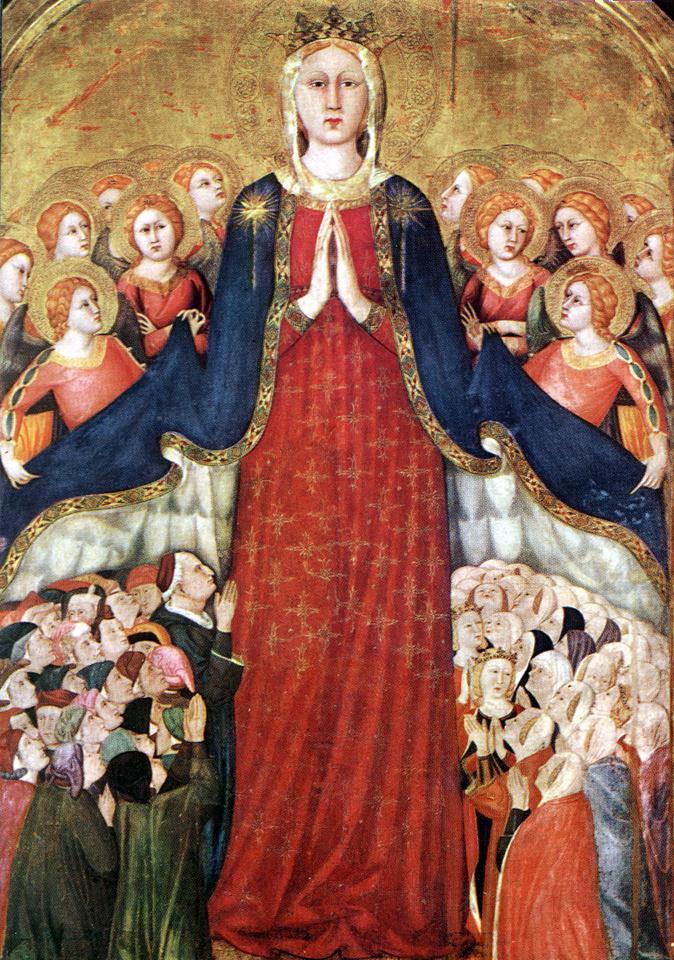
Madonna dei raccomandati, Orvieto, 1320ca.

En companyia d'altres artistes senesos, va ser un dels artistes contractats per a l'obra de la Catedral d'Orvieto, on va fer l'extraordinària taula amb la Mare de Déu de la Misericòrdia o Madonna dei Raccomandati, datable al voltant de 1320. Va signar l'obra en l'esglaó situat als peus de la Mare de Déu, tot i que també es pot resseguir la mà d'un altre col·laborador que hauria fet els devots agenollats.
Al voltant de 1323 va fer un Triomf de Sant Tomàs d'Aquino per al Convent de Santa Caterina de Pisa, on es troba encara. Aquest convent gaudia d'enorme consideració entre els segles xiii i xiv i era un dels centres culturals més prestigiosos de l'Orde Dominica, gràcies al seu important studium, la constitució del qual s'atribuïa directament a sant Tomàs d'Aquino. Sant Tomàs és representat al centre de l'escena, assegut en glòria, mentre mostra un text amb l'incipit d'una de les seues obres més famoses, la Summa contra gentiles.
Al voltant de 1330, malgrat que no tot hi concorda - hi ha qui proposa una datació entorn de l'any 1325 - Lippo va pintar una Mare de Déu amb Infant per a la Basilica di Santa Maria dei Servi a Siena, coneguda com la Madonna del Popolo i que era objecte de gran veneració, actualment a la Pinacoteca Nacional de Siena. En la vora inferior de la cornisa pot llegir-se "LIPPUS MEMI [ME] PINXIT". Es tracta d'una de les seues obres més refinades.
En companyia de Martini va pintar l'any 1333 una de les obres mestres gòtiques del segle xiv, l'Anunciació (actualment conservada als Uffizi) en la qual ja queda palesa l'aristocràtica finor i delicadesa que portarà Siena i els seus pintors a ser un dels principals centres europeus de la pintura gòtica internacional.

## LesHistòries del Nou Testamenta laCol·legiatade San Gimignano

### L'atribució
Les Històries del Nou Testament han estat finalment atribuïdes a Lippo i al seu taller (al qual hi devia tenir una especial rellevància el seu germà Federico) després d'anys de discussió per part dels historiadors de l'art. Anteriorment, els frescos s'havien considerat obra d'un fictici Barna da Siena, personatge sense cap consistència històrica, per passar després a un genèric "company de Simone Martini" per les afinitats estilístiques amb les obres d'aquest gran pintor.

### L'equívoc de Barna
Com s'ha dit adés, Barna no va existir: Lorenzo Ghiberti, als seus Commentarii, va ser el primer a citar-lo, però deformant el nom de Bartolo di Fredi, qui efectivament sí que havia treballat a la Col·legiata, l'any 1367 amb les Històries de l'Antic Testament. Giorgio Vasari, en la segona edició de les seues Vides (1550) va traslladar el nom de Barna a les Històries del Nou Testament, cosa que no havia fet en la primera edició. Ací rau l'origen de la confusió, resolta només recentment.

### Datació i descripció de l'obra

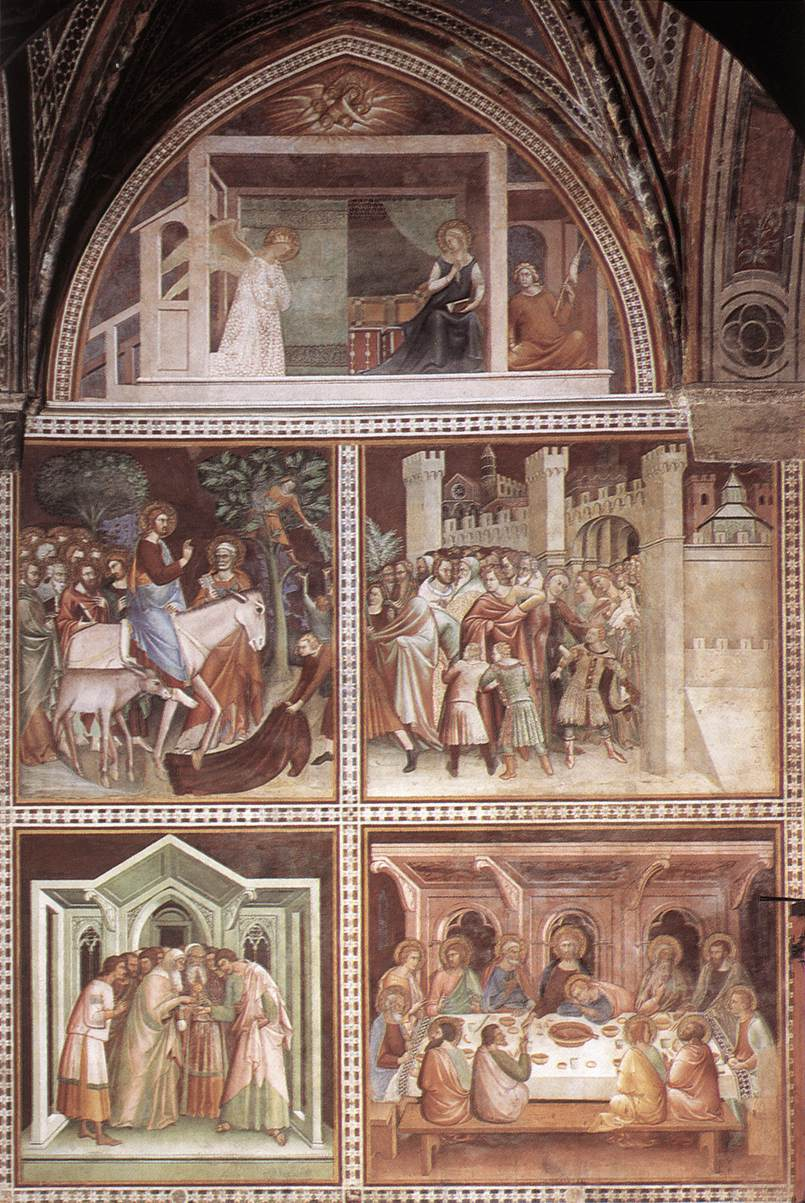
Històries del Nou Testament

La datació s'hauria de fixar entre 1338 i 1340.
Els frescos estan distribuïts en tres bandes horitzontals.
La més alta presenta sis llunetes amb:
- Anunciació
- Nativitat de Crist
- Adoració dels Mags
- Presentació de Jesús al Tempre
- Matança dels Innocents
- Fugida a Egipte

La segona fila presenta vuit requadres:
- Disputa al Temle
- Baptisme de Jesús
- Vocació de sant Pere
- Noces de Canà (deteriorada per un bombardeig)
- Trasfiguració
- Resurrecció de Llàtzer
- Entrada a Jerusalem
- Jesús acollit pel poble

El tercer registre, més baix, té vuit requadres:
- Darrer Sopar
- Traïció de Judes
- Jesús a l'hort
- Bes de Judes
- Jesús a la Fortalesa Antònia
- Flagel·lació
- Coronació d'espines
- Camí del Calvari

El cicle prossegueix a la cinquena arcada, al dessota de la lluneta amb la Matança dels Innocents hi ha la Crucifixió, deteriorada per una granada de mà durant la Segona Guerra Mundial.
A la sisena arcada, sota la Fugida a Egipte, hi havia quatre requadres que contaven la història de la Passió, però que van ser gairebé per complet destruïts durant el segle xvi per fer lloc a les noves decoracions. Hi resten només algunes traces de la Resurrecció, del Pentecostès (a dalt) i del Davallament al Limb (a sota), mentre un últim requadre, al qual havia de trobar-se el Davallament de la Creu, està completament perdut.

## A la cort papal d'Avinyó i retorn a Siena
Lippo va seguir a Martini fins a la cort papal d'Avinyó: amb el seu germà Federico va signar l'any 1347 un quadre perdut per a l'església dels franciscans d'aquesta ciutat. Però al novembre d'aquell mateix any ja hi ha registres que indiquen que es trobava a Siena.
Una inscripció recollida en fonts antigues data l'any 1450 el fresc amb Mare de Déu, l'Infant, un àngel i els sants Pau, Pere i Domènec al claustre de l'església de sant Domènec a Siena i actualment a la Pinacoteca Nacional de la ciutat. En tornar a Siena va realitzar diverses altres obres fins a la seua mort, que va tenir lloc l'any 1356.